# Больница Никербокер
«Больни́ца Ни́кербокер» (англ. The Knick) — американский драматический телесериал канала Cinemax, премьера которого состоялась 8 августа 2014 года. Сериал повествует о карьере и личной жизни доктора Джона Тэккери, а также о персонале нью-йоркской больницы «Никербокер» в начале двадцатого века. Стивен Содерберг срежиссировал все 20 серий телесериала.
10 июля 2014 года телеканал продлил показ сериала на второй сезон из 10 эпизодов, который так же, как и первый, полностью отснят Стивеном Содербергом. Премьера второго сезона состоялась 16 октября 2015 года. 23 марта 2017 года стало известно о закрытии сериала после двух сезонов.
25 сентября 2020 стало известно, что «Больница Никербокер» получит третий сезон. Как рассказал сам Содерберг в интервью The Playlist, в продолжении речь пойдёт о персонаже Андре Холланда, докторе Элджерноне Эдвардсе. Сценаристы первых двух сезонов в лице Джека Эмиела и Майкла Беглера вернулись к своей работе и уже написали пилотный эпизод.
Инициаторами идеи выступили режиссёр Барри Дженкинс и Андре Холланд. Сам Содерберг возьмёт на себя функции продюсера.

## Сюжет
Действие медицинской драмы разворачивается в 1900 году в нью-йоркском госпитале «Никербокер», где врачи борются за жизни пациентов в отсутствие на тот момент антибиотиков и современных технологий. В сериале параллельно развиваются несколько сюжетных линий:
- Джон Тэккери, который назначен главным хирургом больницы, преодолевает свою тайную зависимость от наркотиков.
- Элджернон Эдвардс, выпускник Гарвардского университета, — единственный темнокожий врач среди остального белого персонала больницы. Ему предстоит выстоять против расовых предрассудков и завоевать репутацию специалиста высокого класса, в то время как больница старается привлечь более обеспеченную клиентуру.
- Одновременно раскрывается история развития службы скорой помощи, — тех времён, когда между санитарами за право доставить пациента в больницу разворачивалось настоящее кулачное побоище.

## В ролях
| Актёр           | Роль                                    |
| --------------- | --------------------------------------- |
| Клайв Оуэн      | доктор Джон Тэкери                      |
| Эрик Джонсон    | доктор Эверетт Гэллинджер               |
| Майкл Ангарано  | доктор Бертрам «Берти» Чикеринг-младший |
| Андре Холланд   | доктор Элджернон Эдвардс                |
| Джульет Райлэнс | Корнелия Робертсон                      |
| Ив Хьюсон       | Люси Элкинс                             |
| Крис Салливан   | Том Клири                               |
| Джереми Бобб    | Герман Барроу                           |
| Кара Сеймур     | медсестра Харриет                       |
| Майя Казан      | Элеанор Гэллинджер                      |
| Мэтт Фрюэр      | доктор Джей. М. Кристиансен             |

## Производство
Съёмки начались в конце сентября 2013 года в Нью-Йорке. Доктор Стели Бернс, основатель и генеральный директор The Burns Archive (самой крупной частной коллекции медицинских фотографий, снятых в период с 1839 по 1950 год) оказал значительную помощь в качестве медицинского советника по приданию большей реалистичности и аутентичности больничных сцен и сцен хирургии.

## Эпизоды
| Сезон | Сезон | Эпизоды | Дата премьеры   | Дата премьеры   |
| Сезон | Сезон | Эпизоды | Премьера сезона | Финал сезона    |
| ----- | ----- | ------- | --------------- | --------------- |
|       | 1     | 10      | 8 августа 2014  | 17 октября 2014 |
|       | 2     | 10      | 15 октября 2015 | 18 декабря 2015 |

### Сезон 1 (2014)
| № общий | № в сезоне | Название                                       | Режиссёр         | Автор сценария            | Дата премьеры    | Зрители в США (млн) |
| --- | ---------- | ---------------------------------------------- | ---------------- | ------------------------- | ---------------- | ------------------- |
| 1 | 1          | «Метод и безумие» «Method and Madness»         | Стивен Содерберг | Джек Эмиел и Майкл Беглер | 8 августа 2014   | 0,354               |
| После очередной неудачной операции кесарева сечения главный хирург Джей. М. Кристиансен кончает жизнь самоубийством. Его место занимает его ассистент, Джон Тэккери, страдающий наркотической зависимостью, но опытный и талантливый врач. В качестве помощника ему было предложено нанять прибывшего из Европы Алджернона Эдвардса, однако узнав, что Эдвардс темнокожий, Тэккери в грубой форме отказался его нанимать, но позже из-за вмешательства управляющего Барроу всё же соглашается взять Эдвардса на работу. Вместе они проводят сложную операцию на кишечнике. Эдвардс, оценив профессионализм своего начальника, решает остаться в больнице, несмотря на унижения на расовой почве, чтобы научиться от него как можно большему. |            |                                                |                  |                           |                  |                     |
| 2 | 2          | «Мистер Парижские туфли» «Mr. Paris Shoes»     | Стивен Содерберг | Джек Эмиел и Майкл Беглер | 15 августа 2014  | 0,419               |
| Эпизод открывается контрастными картинами того, как начинается день для двух ключевых персонажей. Корнелия Робертсон, дочь благотворителя больницы и председателя правления больницы, завтракает со своим отцом в роскошной столовой, окружённая слугами. Тем временем Элджернон Эдвардс стоит в очереди в туалет в захудалом пансионе, который обслуживает афроамериканцев. Ему удаётся избежать конфронтации с агрессивным арендатором, который замечает дорогую обувь Эдвардса. В больнице проводится операция с использованием прижигателя, работающего в составе только что смонтированной электроэнергетической системы. Короткое замыкание поджигает пациента, а медсестру убивает током. Барроу приказано заставить подрядчика исправить ошибку, и мы узнаём, что работа была сделана дёшево, потому что Барроу скупился на средства, чтобы заплатить свои долги «кредитной акуле». Эдвардсу дают «кабинет» в сыром подвале больницы. Фактически игнорируемый доктором Тэкери, Эдвардс открывает подвальную клинику для бедных афроамериканцев в подвале. Большие проблемы у Барроу: Тэкери давит на него, требуя трупов для того, чтобы практиковать на них: но конкуренция между больницами на тела ведёт к ценообразованию, вычёркивающему Knick с этого рынка. Барроу идёт к ростовщику Бэнки Кольеру, чтобы пересмотреть свой долг, и Кольер вырывает один из зубов Барроу «в качестве залога». Тэкери теряет пациента в сложной операции на аневризме аорты. Эдвардс рассказывает ему о новой гальванической процедуре, о которой он узнал в Европе. Тэкери отвергает его помощь, а затем отправляет доктора Гэллинджера и Чикеринга, чтобы найти статью в журнале о процедуре. Они преуспевают (в другой больнице), но статья оказывается на французском языке. Вернувшись в свой пансион, Эдвардс снова столкнулся со своим угрожающим соседом и оказывается намного мощнее, чем он выглядит. Он вырубает того, переступает через лежащего, затем бросает на его недвижимое тело йод и бинты (на грудь), и ложится спать. |            |                                                |                  |                           |                  |                     |
| 3 | 3          | «Деловая блоха» «The Busy Flea»                | Стивен Содерберг | Джек Эмиел и Майкл Беглер | 22 августа 2014  | 0,407               |
| Эбигейл Алфорд (Дженнифер Феррин), бывшая любовница Тэкери, приезжает в больницу, чтобы попросить его осмотреть её нос, который был разрушен сифилисом из-за её беспорядочного бывшего мужа. Тэкери предлагает изнурительную процедуру живого трансплантата, при которой ткань на её руке прививается к её лицу. Эбигейл настаивает, чтобы именно Тэкери выполнил операцию. Барроу крадёт труп из больничного морга и продаёт его, чтобы заплатить долг Бэнки, а затем идёт к проститутке, в которую он влюблён. Элджернон Эдвардс собирает команду, которая станет помогать ему в его подземной клинике, обучая местную прачку медсестринскому делу, в части наложения швов. Он выполняет комплексную операцию тяжёлой грыжи у рабочего и предупреждает его о необходимости отдыха и запрете нагрузок. Галлингер просит помощи жены в переводе статьи из французского журнала о процедуре гальванической аорты, но её школьный уровень французского для перевода узкоспециализированной медицинской статьи не годится. Тэкери настаивает, чтобы они позволили Элджернону рассказать им об этом, — при понимании того, что он не прикоснётся к пациенту. Грыжевой больной Элджернона повторно возвращается в клинику с разошедшимися швами, травмировавшись на работе, поскольку проигнорировал указание врача на лежачий режим. Элджернон снова оперирует, но человек умирает на столе. Элджернон выходит, напивается и дерётся в баре, снимая таким образом стресс. |            |                                                |                  |                           |                  |                     |
| 4 | 4          | «Где ваше достоинство?» «Where’s the Dignity?» | Стивен Содерберг | Джек Эмиел и Майкл Беглер | 5 сентября 2014  | 0,374               |
| Эдвардс рассказывает Гэллинджеру об проведении операции на сердце и, в конечном итоге, получает скальпель, чтобы спасти жизнь пациента. Позже Эдвардс спрашивает продавца пылесосов, можно ли использовать эту машину для всасывания крови, — только чтобы обнаружить, что в его подвальной клинике нет электрических розеток. Тэкери навещает восстанавливающуюся Эбигейл, чтобы сказать, что он понимает, почему она ушла от него, — но не для кого она оставила его. Затем он пытается спасти женщину, которая пострадала в результате самостоятельного аборта. Смерть женщины побуждает Клири отвезти сестру Харриет на кладбище бедняков, чтобы показать ей других матерей, которые умерли от абортов. Если Хэрриет будет делать аборты, она, по крайней мере, спасёт жизни матерей. |            |                                                |                  |                           |                  |                     |
| 5 | 5          | «Они удерживают тепло» «They Capture the Heat» | Стивен Содерберг | Стивен Кац                | 12 сентября 2014 | 0,322               |
| Бэрроу может уменьшить свой долг, если он обеспечит лечение одного из сотрудников Кольера, который ранен; а также он убеждает капитана Робертсона купить рентгеновский аппарат, — одно из новых изобретений Томаса Эдисона. Между тем, Эдвардс пробует новый подход к хирургии грыжи; здоровье ребёнка Эверетта и Элеоноры ухудшается; а сестра Харриет и Клири направляются в Чайнатаун. |            |                                                |                  |                           |                  |                     |
| 6 | 6          | «Зови меня папой» «Start Calling Me Dad»       | Стивен Содерберг | Джек Эмиел и Майкл Беглер | 19 сентября 2014 | 0,358               |
| Несмотря на выходные дни, Тэкери привлекает Чикеринга ассистировать, чтобы вылечить очередную проблему предлежания плаценты. Они спасают женщину и жизнь её ребёнка, что заставляет Тэкери написать об этом статью. Корнелия и Спейт могут отследить вспышку тифа до поварихи, нанятой в богатый элитарный дом, прежде чем тиф распространится дальше в город. Сестра Харриет предлагает Гэллинджерам усыновление, когда их собственный ребёнок умирает от менингита. Хотя Тэкери находит и закрывает клинику Эдвардса в подвале, он отказывается от своих планов уволить Эдвардса, когда находит, что Эдвардс создал новый способ работы с грыжами. Эдвардс предлагает Тэкери соавторство в статье о процедуре, в обмен на то, что ему будет разрешено выполнять свои обязанности заместителя начальника хирургии. Будущий тесть Корнелии сталкивается с ней в её спальне и делает сексуально звучащие комментарии, что сильно расстраивает её. |            |                                                |                  |                           |                  |                     |
| 7 | 7          | «Несите верёвку» «Get the Rope»                | Стивен Содерберг | Джек Эмиел и Майкл Беглер | 26 сентября 2014 | 0,358               |
| Эскалация расовой напряжённости в городе влияет на положение дел в больнице, когда Сирс, пытаясь найти проституток для борделя, получает ножевое ранение от чёрного человека. Ещё один чёрный человек спасён от избиения за пределами больницы Тэкери, который затем предлагает больничную сегрегацию, когда Эверетт хочет закрыть подвальную клинику. |            |                                                |                  |                           |                  |                     |
| 8 | 8          | «Сверхурочные» «Working Late a Lot»            | Стивен Содерберг | Джек Эмиел и Майкл Беглер | 3 октября 2014   | 0,349               |
| Нехватка кокаина увеличивает давление на Тэкери, поскольку он продолжает свой роман с медсестрой Элкинс и вводит ей препарат перед соитием. Эдвардс и Корнелия также продолжают своё дело. Бэрроу сталкивается с неоднократными упрёками, когда он ищет пожертвования, чтобы помочь пополнить запасы кокаина в больнице после дорогостоящего ремонта в больнице после беспорядков. Чикеринг старший давит на своего сына, чтобы тот оставил Никербокер, несмотря на решимость Берти остаться работать рядом с женщиной, которую он любит — медсестрой Элкинс. Гэллинжер приносит домой осиротевшую девочку в надежде, что Элеонора будет реагировать на нового ребёнка в уходе за нею. |            |                                                |                  |                           |                  |                     |
| 9 | 9          | «Золотой лотос» «The Golden Lotus»             | Стивен Содерберг | Стивен Кац                | 10 октября 2014  | 0,319               |
| Тэкери становится всё более отчаянным, — так как он испытывает нехватку кокаина, и он арестован за взлом аптеки. Барроу начинает работать над тем, чтобы скрыть зависимость Тэкери, новости о чём распространились по всему городу, а также пытается приобрести больше наркотиков. Корнелия узнаёт, что она беременна ребёнком Эдвардса и просит его сделать аборт. Психическое здоровье Элеоноры Галлингер быстро ухудшается, когда Эверетт находит, что она уделяет мало внимания их приёмному ребёнку, Грейс. Медсестра Элкинс ставит свою работу под угрозу в различных усилиях, чтобы помочь Тэкери. |            |                                                |                  |                           |                  |                     |
| 10 | 10         | «Кратчфилд» «Crutchfield»                      | Стивен Содерберг | Джек Эмиел и Майкл Беглер | 17 октября 2014  | 0,413               |
| Корнелия, привезённая Клири (к её удивлению), получает аборт от сестры Харриет. После визита Эдвардса их тайные отношения закончились, к её ужасу. Она выходит замуж за Филиппа, а Эдвардс тем временем жестоко избит в уличной драке. После того, как Барроу атакован Бэнки, он пытается заручиться помощью Тэкери в облегчении его долга, попросив Пинг Ву убить ростовщика. Отвергнутый, он всё равно идёт к Ву, притворяясь, что представляет интересы Тэкери. Ву убивает Бэнки, и забирает себе последние кредитные долги Барроу. Галлингер навещает свою жену в психиатрической больнице, только чтобы обнаружить, что врач провёл радикальное лечение её нестабильности, оставив её беззубой. Берти отправляется к Тэкери, чья навязчивая конкуренция с Зинбергом граничит с паранойей, чтобы исследовать готовность последнего сотрудничать в теории переливания крови. После того, как Тэкери невольно убивает девушку во время экспериментальной процедуры переливания крови, Берти признаёт, что зависимость врача, наконец, достигла критической точки, и просит своего отца проверить Тэкери в клинике восстановления его кокаиновой зависимости. Там он регистрируется под псевдонимом "Кратчфилд", девичьей фамилией его матери. После того, как он был принят, врач делает Тэкери укол, утверждая, что это безопасный препарат и он устранит страдания от отмены приёма кокаина. Оказалось, что это героин. |            |                                                |                  |                           |                  |                     |

### Сезон 2 (2015)
| № общий | № в сезоне | Название                                                                               | Режиссёр         | Автор сценария            | Дата премьеры   | Зрители в США (млн) |
| --- | ---------- | -------------------------------------------------------------------------------------- | ---------------- | ------------------------- | --------------- | ------------------- |
| 11 | 1          | «Десять узлов» «Ten Knots»                                                             | Стивен Содерберг | Джек Эмиел и Майкл Беглер | 16 октября 2015 | 0,269               |
| 1901 год. Джон Тэккери всё ещё находится в клинике для реабилитации от наркотической зависимости, где незаконно проводит операции проституткам за дозу героина. Алджернон Эдвардс занимает пост исполняющего обязанности главного хирурга и пытается остаться на этом посту на постоянной основе. Во время драки в баре он получает травму, которая влечёт за собой отслойку сетчатки. Сестра Харриет находится в тюрьме, а Клири оплачивает ей хорошего адвоката. Корнелия с мужем возвращаются в Нью-Йорк и останавливаются жить у свёкра, пока их дом строится. Эверетт Гэллинджер возвращается в клинику после болезни жены и узнаёт, что Эдвардс теперь главный хирург. Он решает вернуть Тэккери и похищает его из клиники. Он увозит его на лодке, где проводит ему детоксикацию. Тэккери возвращается в нормальное состояние и решает рассматривать наркоманию как болезнь и найти против неё лекарство. |            |                                                                                        |                  |                           |                 |                     |
| 12 | 2          | «Ты не Роуз» «You’re No Rose»                                                          | Стивен Содерберг | Джек Эмиел и Майкл Беглер | 23 октября 2015 | 0,229               |
| Инспектор Спейт был найден мёртвым в реке. Полицейские решают, что он утонул пьяным. Корнелия не верит в эту историю, потому что Спейт принципиально не пил спиртного. Она просит Клири помочь извлечь его тело, чтобы доказать это. Могила оказывается пуста. Клири просит Корнелию за эту услугу предоставить деньги Харриет на адвоката. Тэккери возвращается в больницу. Из-за этого Берти подаёт в отставку и уходит из Ника в еврейский госпиталь Синай под руководство доктора Зинберга. Руководство больницы разрешает Тэккери работать, но при условии, что его будут осматривать на следы уколов. Осматривать Тэккери предоставляют сестру Элкинс. Её отец пастор приехал в город для создания своей церкви. Барроу должен Ву денег, но отдать пока их не может. Ву требует,чтобы он взамен долга предоставил осмотры проституток в Нике. В больнице появляется новый доктор-Мэйс. Он и будет совершать эти осмотры. Свёкор Корнелии затягивает строительство их дома и заставляет остаться жить у него подольше. Эдвардс просит Тэккери помочь ему разработать метод для его операции по восстановлению зрения. |            |                                                                                        |                  |                           |                 |                     |
| 13 | 3          | «Лучшее из лучших, чтобы добиться наилучшего» «The Best with the Best to Get the Best» | Стивен Содерберг | Джек Эмиел и Майкл Беглер | 30 октября 2015 | 0,202               |
| Клири даёт кокаин своему боксёру, чтобы добиться победы. Но у боксёра на ринге случается передозировка. Корнели просит мужа, чтобы он оплатил адвоката для Харриет, но тот категорически отказывается. Берти знакомится с журналисткой Женевьевой. Она оказывается очень интересной собеседницей. Она рассказывает, как работала под прикрытием в психиатрическом учреждении, чтобы раскрыть в нём коррупцию и плохие условия, а также говорит, что она сама еврейка, но работает под псевдонимом для более лёгкого восприятия читателями. Барроу очень нервничает, что у его любимой проститутки Юнии слишком много клиентов. Но Юния убеждает его, что чувства у неё только к нему. Сестра Элкинс признаётся на собрании у отца в церкви во всех своих грехах. Позже дома отец наказывает её за это. Тэккери и Эдвардс находят труп мужчины, который умер от передозировки и исследуют его. Гэллинджер знакомится с группой учёных, которые знакомят его с новой наукой евгеникой. Родителем Эдвардса наносит визит женщина — Опал,которая оказывается его женой. |            |                                                                                        |                  |                           |                 |                     |
| 14 | 4          | «Чудесный сюрприз» «Wonderful Surprises»                                               | Стивен Содерберг | Джек Эмиел и Майкл Беглер | 6 ноября 2015   | 0,166               |
| Жена Эдвардса отказывает ему в разводе и остаётся жить с ним. Они приглашены на обед к родителям Корнелии, где Опал знакомится с Корнелией. Доктор Мейс погибает в операционной в результате несчастного случая. Барроу встречается с боссом Таммани-холла,который требует 15% от сделок строительства. Гэллинджер обсуждает со своим другом евгенистом стерилизацию эмигрантов. Сестра Элкинс навещает Харриет,где понимает,что мужчины слишком долго влияли на её жизнь и теперь она сама себе хозяйка. Берти узнаёт,что у его матери рак пищевода и пытается найти способы лечения. Клири шантажирует богатых клиенток Харриет и один из ухажёров клиентки уговаривает судью отменить обвинительный приговор. У Эбигейл происходит ухудшение состояния и Тэккери решает излечить сифилис путём повышения температуры тела. Эдвардс решительно против, но такое лечение оказывается эффективным. |            |                                                                                        |                  |                           |                 |                     |
| 15 | 5          | «Хлыстовая травма» «Whiplash»                                                          | Стивен Содерберг | Стивен Кац                | 13 ноября 2015  | 0,255               |
| Эбигейл возвращается домой, обеспеченная хинином на случай, если её малярия вернётся. Тэкери демонстрирует электрическую стимуляцию мозга пациента с морфиновой зависимостью, в надежде изолировать отдел мозга, который контролирует зависимость. Надзирающая монахиня приказывает всем жителям игнорировать Харриет под страхом голода, после того, как Харриет предложила помочь другой жительнице. Эдвардс предполагает, что недавно опубликованные исследования Пьера Кюри могут помочь матери Берти. Взрыв на строительстве метро на Парк-Авеню требует, чтобы Тэкери, Эдвардс и Гэллинджер лечили нескольких пациентов одновременно. Медсестра Элкинс показывает навыки в сортировке поступающих больных во время кризиса. Робертсон сообщает Барроу, что Ник (Никербокер) откажется от всех компенсаций, связанных с катастрофой, вероятно, чтобы защитить свои инвестиции в метро. Берти предлагает своему отцу курс лечения, основанный на исследованиях Кюри, получив одобрение отца. Робертсон предлагает своему отцу ликвидировать их активы для новых инвестиций, всё ещё не знающему об инвестициях его сына в метро. Робертсон узнаёт, что компании метро нужно будет заплатить всем жителям, пострадавшим от взрыва, большую цену. Корнелия обнаруживает, что Спейт, перед его убийством, расследовал дела об иммигрантах, которые были заражены бубонной чумой. Гэллинджер предлагает Тэкери идею, что стерилизация является лучшим курсом для избавления общества от наркоманов, а затем предлагает это в своём клубе начальнику дома для мальчиков, считающихся психически неполноценными, — как средство предотвращения прогенерации. Робертсон и медсестра Элкинс обмениваются страстным поцелуем после ужина вместе. Жена Бэрроу безуспешно пытается соблазнить его, но он внезапно уходит, унижая её этим. Эдвардс кажется заворожённым на лекции о Чёрном национализме. В семье Чиккерингов опешили, узнав о религии и убеждениях Женевьевы. Позже миссис Чикеринг с облегчением узнала о её искренней привязанности к Берти и, похоже, приняла её. Барроу намекает риэлтору, который показывает ему двухэтажную квартиру, в которой он намерен жить с Джунией, после урегулирования его долга с Ву и переговоров о её освобождении от работы на Ву. Тэкери удаляет часть мозга пациента-наркомана, обследованного ранее, уверенный в своём успехе, но с непреднамеренными печальными результатами. Доктор Галлингер старательно готовится выполнить процедуру вазэктомии на группе мальчиков из дома призрения. |            |                                                                                        |                  |                           |                 |                     |
| 16 | 6          | «Из-за правил» «There Are Rules»                                                       | Стивен Содерберг | Джек Эмиел и Майкл Беглер | 20 ноября 2015  | 0,195               |
| Тэкери становится свидетелем выступления гипнотизёра на выставке и задаётся вопросом, может ли гипноз вылечить наркозависимость. Он также видит пару сиамских сестёр-близнецов, которые исполняют скрипичную музыку. Он говорит с человеком, который представляет их, и который заявляет, что он «владеет» ими, о том, чтобы позволить Тэкери изучать их в больнице. Мужчина соглашается, пока ему платят, — на что соглашается Тэкери. Берти привлекает Эдвардса для выполнения рискованной процедуры в тайне, чтобы помочь спасти свою мать, в то время как доктор Чикеринг старший смотрит в ужасе. Зинберг ловит их и вспыхивает от ярости, хотя он и пытается помочь, как только видит, что прогресс операции терпит неудачу. Миссис Чикеринг умирает, когда Берти продолжает тщетно делать операцию, эмоционально подавленный. Берти позже громко спорит с Зинбергом перед уходом из больницы МТ. Синай, избавив, таким образом, Зинберга от необходимости его увольнения. Тэкери получает аудиенцию с сиамскими близнецами из Минска. Он узнаёт, что вся их история сфабрикована мистером Брокхерстом, их «владельцем». После того, как они уходят, Тэкери и Клири врываются в дом Брокхерста. Клири жестоко бьёт Брокхерста, а Тэкери уводит девушек. Позже Тэкери пытается загипнотизировать Клири бросить курить. Клири подыгрывает, а в конце концов показывает, что гипноз не работает, и он смеётся. Гэллинджер возвращается домой, чтобы узнать, что его жена пригласила доктора Коттона, психиатра, который удалил ей зубы, на ужин. Доктор Коттон делает попытки поговорить с Гэллинджером, который открыто выражает своё недовольство ситуацией. Коттон через некоторое время поспешно уходит, сославшись на боль в животе. |            |                                                                                        |                  |                           |                 |                     |
| 17 | 7          | «Уильямс и Уокер» «Williams and Walker»                                                | Стивен Содерберг | Джек Эмиел и Майкл Беглер | 27 ноября 2015  | 0,347               |
| Тэкери разрабатывает операцию, которая успешно отделяет сиамских близнецов, и Генри Робертсон документирует трёхчасовую операцию своей кинокамерой. Женевьева допущена к операции в качестве репортёра и охотно делает заметки. Тэкери посещает могилу девушки, которая умерла из-за переливания крови; показывается, что он лично заплатил за большой, богато украшенный надгробный камень для неё. Корнелия обнаруживает, что верфь её отца платит охранникам, чтобы позволить больным иммигрантам попадать в страну, а не тратить дополнительные деньги, чтобы вернуть их на родину. Корнелия сталкивается с Хобартом Шоуолтером, который выкупил обратно серьги своей матери, которые Корнелия продала. Хобарт продолжает ругать её за то, что она не делает Генри счастливым, заканчивая свою речь: «Вы должны быть беременны». Персонал больницы посещает бал, где миссис Барроу представляет Уильямса и Уокера, водевильных чернокожих комедиантов. Это злит Опала Эдвардса, который ссорится с Робертсонами. В ходе операции Доктора Эдвардс, Гэллинджер удваивает концентрацию препарата Кураре, миорелаксанта. Элджернон оперирует пациента, который почти умирает, — когда Гэллинджер бросается из аудитории к оперируемому, чтобы спасти его, точно зная, как это сделать. Эдвардс не понимает этого, и раздавлен неудачей: его выручил Гэллинджер. Он плачет, когда Опал его утешает. |            |                                                                                        |                  |                           |                 |                     |
| 18 | 8          | «Совсем не хорошо» «Not Well at All»                                                   | Стивен Содерберг | Стивен Кац                | 4 декабря 2015  | 0,266               |
| Пьяный Брокхерст врывается в больницу с пистолетом и требует, чтобы Тэкери вернул ему (теперь разделённых) сиамских близнецов, но его вырубает Клири. Совет больницы закрыл эксперименты Тэкери с нарко- и алкогольными зависимостями после того, как один из его пациентов умер от употребления бальзамирующей жидкости. Корнелия объясняет результаты своего расследования Генри, включая её подозрение, что их отец, возможно, убил Спейта, чтобы скрыть контрабанду больных пассажиров мимо медицинских инспекторов. Барроу покупает свободу Джунии у Ву и говорит жене, чтобы она переехала из их дома. Клири делает романтические авансы Харриет, которые она сердито отвергает. Отец медсестры Элкинс страдает от инсульта, случившегося при посещении борделя, его доставляют в Ник для лечения. Когда детектив приходит в дом Гэллинджера, чтобы расследовать смерть доктора Коттона, Элеонора признаётся своему мужу, что это она отравила гостя. Гэллинджер напостоянно помещает её в психиатрическое учреждение, после чего он становится близким со своей свояченицей Дороти. Эдвардс обнаруживает записи Гэллинджера о вазэктомии умственно неполноценных подростков и хочет наказать его за этические нарушения, но Тэкери говорит, что он ничего не может сделать. Готовясь к дальнейшей пластической операции на носу, Эбигейл неожиданно реагирует на анестезию эфиром и умирает на операционном столе перед ошеломлённым Тэкери. |            |                                                                                        |                  |                           |                 |                     |
| 19 | 9          | «Ты помнишь Мун Флауэр?» «Do You Remember Moon Flower?»                                | Стивен Содерберг | Джек Эмиел и Майкл Беглер | 11 декабря 2015 | 0,199               |
| В воспоминаниях, Тэкери встречает капитана августа Робертсона в Никарагуа, где тот содержится в плену и обвиняется во вспышке оспы, — куда Тэкери вызван для лечения. Тэкери заключил сделку об освобождении Робертсона в обмен на лечение жертв. Возвращаясь к 1901 году, Тэкери пытается безуспешно лечить боль в животе. Разделённые сиамские близнецы делают свои первые шаги с момента операции, ко всеобщему удовольствию. К его видимому удивлению и облегчению, Галлингеру сообщили, что сыновья доктора Коттона обвиняются в его смерти. Готовясь уехать в Огайо, Филипп настаивает на том, что если Корнелия не будет сопровождать его, он найдёт того, кто будет. Эдвардс сообщает Тэкери, что близнецы были усыновлены семьёй из Миссури. Близнецы покидают Ник, их провожают Берти и Эдвардс. У Тэкери обнаружена ишемия кишечника, вызванная долгим злоупотреблением наркотиками; ему показана хирургия. Тэкери настаивает на безоперационном лечении, которое встречает недоверие. Эффи Бэрроу шантажирует Бэрроу, получив доказательства его мошенничества и «откаты» при строительстве новой больницы. Отчаянно нуждаясь в деньгах, Барроу безуспешно пытается замедлить ход строительства на Новом Нике: как с архитектором, так и с Генри Робертсоном. Генри и Корнелия согласились встретиться со своим отцом в новой больнице тем же вечером. Галлингер оправдывается государственной медицинской комиссией, которая соглашается с тем, что евгеника является достойной областью исследования, и что вазэктомии были выполнены юридически обоснованно. Хэрри оказалась более искусным продавцом презервативов, чем Клири. Люси навещает своего прикованного к постели отца и сравнивает свою жизнь с жизнью ослицы, которой они владели, которая не смогла прекратить упрямиться, пока не стала слишком старой, чтобы быть полезной, и была умерщвлена. Она вводит ему смертельную дозу наркотиков, предварительно признавшись в своих многочисленных сексуальных контактах. Корнелия встречается со своим отцом в новой больнице; она обвиняет его в подкупах и убийстве Спейта. Капитан Робертсон отрицает её обвинения, но их разговор заканчивается, когда они обнаруживают пожар на нижних этажах. Лестница поглощена пламенем; Робертсон помогает Корнелии бежать, удерживая слишком короткую лестницу для спуска вниз по шахте лифта, настаивая на том, чтобы она спрыгнула и пролетела последние несколько футов. Она избегает встречи с братом перед полностью охваченным зданием. Не имея средств к бегству, Робертсон прыгает с верхнего этажа Нового Ника и, по-видимому, разбивается насмерть. В последнем воспоминании о Никарагуа, Робертсон освобождается и отправляется с Тэкери, во время которого Робертсон предлагает ему работать в Нике. |            |                                                                                        |                  |                           |                 |                     |
| 20 | 10         | «Это всё мы» «This Is All We Are»                                                      | Стивен Содерберг | Джек Эмиел и Майкл Беглер | 18 декабря 2015 | 0,275               |
| Тэкери снова страдает, но отказывается от помощи своих коллег. Теперь, полностью контролируя компанию Робертсона и своё будущее, Генри решает не восстанавливать Новый Ник. Полицейский детектив начинает преследовать Барроу, обвиняя его в поджоге Ника. Люси добивается дополнительных обязательств от Генри в обмен на сопровождение его в отпуске. Барроу переписывает многие из своих активов на Джунию, чтобы предотвратить возможность их ареста, и использует свои новые социальные связи, чтобы заставить детектива отступить. Узнав, что это Генри, а не капитан Робертсон, управлял судоходными операциями для семьи, Корнелия сталкивается с Генри и обвиняет его в убийстве Спейта и поджоге, чтобы убить её и их отца; он признаёт свою вину и угрожает её жизни, чтобы обеспечить её молчание. Клири предлагает Хэрриет руку и сердце. В процессе исповеди, он признаётся священнику, что это он сообщил о Харриет в полицию, — чтобы Церковь изгнала её, дав ему шанс романтически её преследовать. На следующий день Харриет принимает его предложение. Тэкери выполняет операцию на кишечнике на себе, используя зеркало и собственную технику спинального блока вместо анестезии. Операция оказывается сложной, и он случайно повреждает брюшную аорту, в результате чего истекает кровью и теряет сознание. Берти пытается оживить умирающего хирурга адреналином, — но не показано, насколько это лечение успешно. Корнелия садится на корабль в Австралию, надеясь сбежать от брата. Гэллинджер принимает предложение путешествовать по миру, продвигая евгенику. Эдвардс решает продолжить работу Тэкери над зависимостью, так как он больше не может практиковать в качестве хирурга из-за его повреждённого глаза. Он начинает с использования разговорной терапии Эбигейл на последнем пациенте в наркологической палате Тэкери. |            |                                                                                        |                  |                           |                 |                     |